# Filosofie studerande
Filosofie studerande (fil. stud., lat. filosofiae studiosus), något föråldrat namn för student vid högskola eller universitet om denne studerar vid någon av de filosofiska fakulteterna.